# Hugo Boss
A Hugo Boss AG, (gyakran BOSS-ként stilizálva) egy német luxus divatmárka, amelynek székhelye a baden-württembergi Metzingenben található. A vállalat ruházatot, ahhoz kapcsolódó kiegészítőket, lábbeliket és illatszereket forgalmaz. Az egyik legnagyobb német textilipari vállalat, közel 3 milliárd eurós évi bevétellel. 1924-ben alapította Hugo Ferdinand Boss, és eredetileg általános ruházatot gyártott. A Nemzetiszocialista Német Munkáspárt (NSDAP) megerősödésével a cég elkezdett egyenruhák gyártásával is foglalkozni, elsősorban a náci párt számára. Hugo Boss 1931-től a párt aktív tagja volt, és az is maradt egészen Németország kapitulációjáig. A vállalat a második világháború idején a németek által megszállt területekről importált kényszermunkásokat, illetve koncentrációs táborok foglyait alkalmazta, hogy egyenruhákat gyártson a német kormány, valamint olyan szervezetek részére, mint az SS, a Wehrmacht és a Hitlerjugend, ami a cég profitját az egekbe emelte.
A második világháború és az alapító 1948-ban bekövetkezett halálát követően a cég az egyenruhákról a férfi divatra kezdett koncentrálni. A vállalat 1988-ban lépett a tőzsdére, és még ugyanabban az évben hozzálátott az illatszerek forgalmazásához is. 1997-től női ruhákat is gyártanak. A divatház mára multinacionális vállalattá nőtte ki magát, és világszerte több mint 1100 kiskereskedelmi üzletet működtet.

## Története

### A náci párt szolgálatában

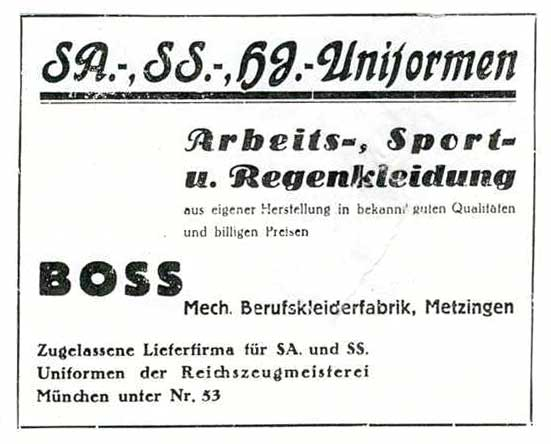
1933-as Boss-újsághirdetés, melyben az SS és az SA-egyenruhákat, valamint munka- és sportfelszerelést reklámoznak

Hugo Ferdinand Boss (1885–1948), az alapító

1923-ban Hugo Ferdinand Boss megalapította saját ruházati cégét a németországi Metzingenben, ahol a mai napig működik. Bossnak volt már tapasztalata a divatiparbanː 1908-ban örökölte szülei fehérneműboltját. 1924-ben két társával együtt megnyitotta első saját gyárát is. A cég ingeket, kabátokat, munkaruhákat, sportruházatot és esőkabátokat gyártott. A hamarosan bekövetkező nagy gazdasági világválság miatt a Boss rövid időn belül csődöt jelentett, de Bossnak 1931-ben sikerült egyezségre jutnia hitelezőivel, így folytathatta a munkát. Ugyanebben az évben Boss belépett Adolf Hitler náci pártjába, párttagkönyvének száma 508 889. volt. Emellett támogatói tagja lett az SS-nek is, és a Német Munkafrontnak is, illetve több kisebb csoportosuláshoz is csatlakozott. 1932-ben Boss cégének bevétele 38 260 birodalmi márkáról (26 993 amerikai dollár) 1941-re több mint 3 millióra nőtt, miután csatlakozott ezekhez a szervezetekhez. Bár egy 1934-35-ös hirdetésében a cég azt állította, hogy "1924 óta a nemzetiszocialista egyenruhák beszállítója", valószínű, hogy csak 1928-ban kezdett el nekik szállítani, mert ugyanebben az évben lett a Hugo Boss cég a Sturmabteilung (SA), a Schutzstaffel, és a Hitlerjugend hivatalos egyenruha-tervezője és beszállítója. Emellett a postának és a német vasútnak is tervezett ruhákat. 1932-től a fekete SS-egyenruhákat már Karl Diebitsch és Walter Heck grafikusok tervezték, akiknek nem volt közük a céghez, viszont továbbra is a Hugo Boss cég gyártotta ezeket az egyenruhákat, a barna SA-ingeket és a Hitlerjugend fekete-barna egyenruháit is. A cég 1938-tól a Wehrmacht , később pedig a Waffen-SS egyenruháinak gyártására összpontosított.
A második világháború alatt a Hugo Boss mintegy 140 kényszermunkást alkalmazott gyáraiban, akiknek többsége nő volt. 1940 októbere és 1941 áprilisa között rövid ideig 40 francia hadifoglyot is dolgoztattak a vállalatnál, de megfordultak ott németek és lengyelek is. A vállalat vezetői lelkes náci szimpatizánsok voltak, mindannyian nagy tisztelői Adolf Hitlernek. Hugo Bossról is létezett legalább egy fénykép, amelyen Hitler társaságában látható, a Führer bajorországi nyaralójában.
Korai NSDAP-tagsága, az SS pénzadományokkal történő támogatása, és az egyenruhák gyártása miatt Hugo Boss egyszerre számított a rendszer aktivistájának és haszonélvezőjének. A világháború után egy német bíróság megfosztotta őt szavazati és cégvezetői jogaitól, valamint 100 000 birodalmi márka pénzbüntetésre ítélték. Boss fellebbezett az ítélet ellen, és végül ügyvédei segítségével elérte, hogy aktivista helyett csak követőnek minősítsék, így enyhébb büntetést kapott, és cégét is megtarthatta. Hugo Boss a vállalat elnöke maradt egészen 1948-as haláláig.
1999-ben holokauszttúlélők New Yorkban kártérítési pert indítottak a cég ellen a háborús idők alatt történt kényszerfoglalkoztatások miatt.
2011-ben a Hugo Boss vállalat hivatalos közleményben bocsánatot kért múltjáért. A cég úgy fogalmazott, „legmélyebb megbánását" kívánja kifejezni azok felé, akik megszenvedték a Hugo Ferdinand Boss üzemének „nemzetiszocialista uralom alatti keménységét".

### A háború utáni évek

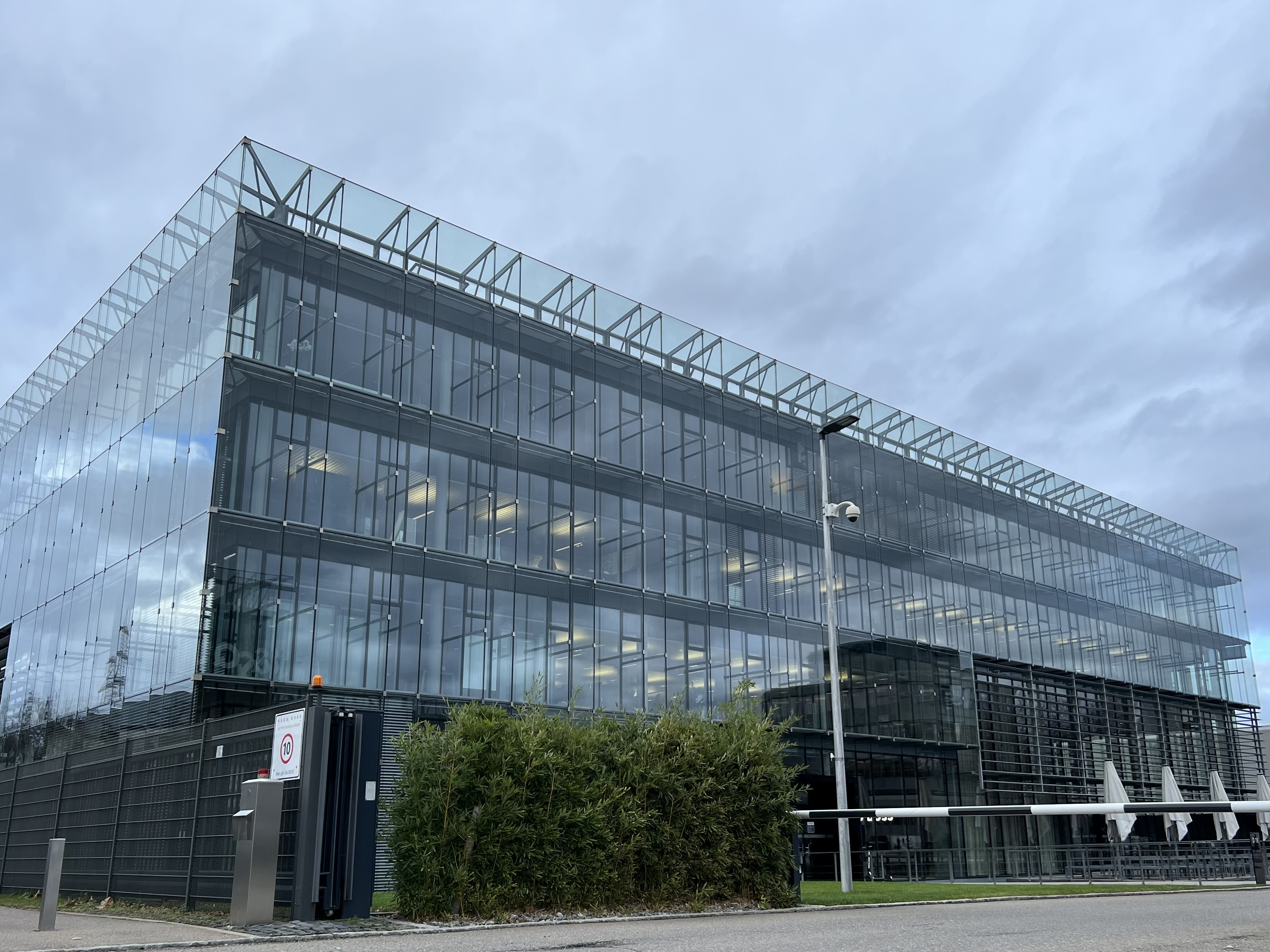
A cég székháza Metzingenben

Boss halála után veje, Eugen Holy vette át a vállalat tulajdonjogát és vezetését. Ezután egy ideig csak munkaruhákat gyártottak, majd 1950-ben magkapták első megrendelésüket férfi öltönyökre. 1960-ra a vállalat már készruhákat gyártott. 1969-ben Eugen nyugdíjba vonult, és a vállalatot fiaira, Jochenre és Uwe-ra hagyta, akik megkezdték a nemzetközi terjeszkedést. 1970-ben készültek el az első Boss márkájú öltönyök, a márka 1977-ben bejegyzett védjegy lett. Ezt követte a vállalat hosszú kapcsolatának kezdete az autósporttal, a Formula–1-es pilóta Niki Lauda, majd később a McLaren csapat szponzorálásával. 1984-ben jelent meg az első Boss márkájú parfüm. Ez segítette a vállalatot abban, hogy teljesítse a tőzsdére lépés feltételeit, amit egy évvel később meg is tettek. A márka 1986-ban megkezdte a golf, 1987-ben pedig a tenisz szponzorálását a Davis-kupával. 1989-ben a Boss piacra dobta első napszemüvegét. Még ugyanebben az évben a vállalatot egy japán cégcsoport vásárolta fel. Miután a Marzotto textilipari csoport 1991-ben 165 millió dollárért 77,5%-os részesedést szerzett a cégben, 1993-ban bevezették a Hugo és Baldessarini márkákat. 1995-ben a cég megkezdte a cipők gyártását. A Solomon R. Guggenheim Alapítvánnyal 1995-ben között szerződés értelmében 1996 óta évente odaítélik a modern művészeti Hugo Boss-díjat.
2005-ben a Marzotto cég a divatmárkáit a Valentino Fashion Groupba szervezte át, amelyet aztán eladott a Permira magántőkecsoportnak. A Permira 2015 márciusában bejelentette, hogy tervezi a fennmaradó 12%-os részesedés eladását. A Permira kivonulása óta a részvények 91%-a a frankfurti tőzsdére került, a fennmaradó 2% pedig a vállalat tulajdonában maradt. A részvények 7%-a a Marzotto család tulajdonában van. A Hugo Bossnak 124 országban legalább 6102 értékesítési pontja van. A Hugo Boss AG közvetlenül több mint 364 üzletet, 537 monomárkás üzletet és több mint 1000 franchise üzletet birtokol.

## Termékek
A cég égisze alá két fő márka tartozikː a Boss és a Hugo.
A termékeket különböző helyszíneken gyártják, beleértve a vállalat saját gyártóüzemeit is: Metzingen (Németország) Morrovalle (Olaszország), Radom (Lengyelország), Izmir (Törökország), és Cleveland (Egyesült Államok). A Hugo Boss licencszerződéseket kötött különböző cégekkel a termékeik gyártására. Ezek közé tartoznak a Samsung, a HTC és a Huawei mobiltelefonok gyártására vonatkozólag, a Nike, Inc. sportfelszerelések gyártására, a C.W.F. Children Worldwide Fashion SAS gyermekruházat gyártására, a Coty illatszerek és bőrápolószerek gyártására, a Movado órák gyártására, és a Safilo napszemüvegek és szemüvegek gyártására.